# М-94 Пламен-С
М-94 Пламен-С је самоходна верзија вишецевног бацача ракета М-63 Пламен настала постављањем лансера на платформу камиона ТАМ 150 T11 Б/БВ 6 × 6.

## Развој и производња
Пројекат је развијен током 90'их од стране Војнотехничког института у сарадњи са ИМК 14. октобар Крушевац. У том периоду изражен је проблем недостатка самоходних вишецевних лансера ракета у наоружању Војске Југославије, па су искоришћени постојећи вучени вишецевни бацач ракета М-63 Пламен. Постављањем лансера ракета на камион ТАМ 150 Т11 решен је проблем стабилности лансера приликом лансирања ракета, заштита посаде као и мобилност. У периоду од 1996. до 2001. ИМК 14. октобар Крушевац је финализовао и испоручио Војсци Југославије 60 лансера.

## Опис система
Лансер ракета је монтиран на платформу стандардног камиона ТАМ 150 T11 Б/БВ 6 × 6 са отвореним кровом. У маршевском положају лансер је прекривен церадом и тако замаскиран да изгледа као и обичан камион. Из маршевског у борбени положај као и обрнуто прелази за четири минута. Поред лансера са 32 цеви 128мм који је израђен прерадом старијег вученог вишецевног бацача ракета М-63, Пламен-С на платформи се налази и резервно пуњење, а возило је опремљено и системом за блокаду гибњева и системом за елиминисање еластичности оруђа. Систем је потпуно аутоматизован са уградњом електронског окидача ЕО-32 који дозвољава безбедно гађање из кабине возила и из заклона. Време потребно за пуњење лансера ракетама из резервног комплета износи око три минута.
Пламен-С има могућност испаљивања оригиналних ракета Пламен-А и Пламен-Б домета 8600 метара као и модерније ракете Пламен-Д повећаног домета од 12600 метара.
Посада броји четворо послужиоца.

## Карактеристике ракете
Пламен-Д
- Калибар: 128 mm
- Дужина ракете са упаљачем УТИ М84: 975 mm
- Маса ракете: 25,670 kg
- Маса упаљача УТИ М84: 0,365 kg
- Маса експлозива у бојевој глави: 2,950 kg
- Максимални домет: 12.600 m
- Радијус ефикасности бојеве главе: 30m[2]

## Карактеристике возила
ТАМ 150 Т11 Б/БВ
- Дужина 6550 mm
- Ширина 2275 mm
- Висина 2820 mm
- Максимална брзина 80 km/h
- Радна запремина мотора 9572 cm³
- Максимална снага мотора 110 kW при 2650 min-1

## Корисници
- Србија - 18 (24 у резерви)
- Црна Гора - 12 (6 у резерви)